# Холчук
Холчук, Холчуг (по переписи 2002 года) (тув. Холчук) — село в Чеди-Хольского кожууне Республики Тыва. Административный центр и единственный населённый пункт сумона Холчук. Население 214 человек (2007), 284 (2014).

## История
Холчук стоит на исконных землях тувинских родо-племенных групп кезек-сат, кыргыс, долаан, тюлюш и тумат.

## География
Село находится у впадении р. Бети-Хем в реку Элегест (левый приток р. Верхний Енисей) и её протоки Узун-Хову.
Уличная сеть
ул. Аржаан, ул. Малчын, ул. Новая, ул. Спортивная, ул. Элегест.
климат
Холчук, как и весь Чеди-Хольский кожуун, приравнен к районам Крайнего Севера.

## Население
| 2002 | 2010 | 2011 | 2012 | 2013 | 2014 | 2015 |
| ---- | ---- | ---- | ---- | ---- | ---- | ---- |
| 240  | ↘209 | →209 | ↗212 | ↗219 | ↗221 | ↗222 |
| 2016 | 2017 | 2018 | 2019 | 2020 | 2021 |      |
| ↗227 | ↗228 | ↗235 | ↗236 | ↗242 | ↘217 |      |

Национальный состав
Согласно результатам переписи 2002 года, в национальной структуре населения тувинцы составляли 100 %

## Инфраструктура
отделение почтовой связи села Холчук
образование
Основная общеобразовательная школа -детский сад «Чинчилиг» сумона Холчук
сельское хозяйство
Подсобное хозяйство
культура
«Сельский клуб сумона Холчук Чеди-Хольского района Республики Тыва»
административная деятельность
Администрация села и сумона Холчук

## Транспорт
Проселочная дорога, соединяющей села Ак-Тал и Холчук.